# 宮崎県道348号清武停車場線
宮崎県道348号清武停車場線（みやざきけんどう348ごう きよたけていしゃじょうせん）は、宮崎県宮崎市を通る一般県道である。

## 概要
全線宮崎市の旧清武町中心部を通る。

### 路線データ
- 起点：宮崎市清武町正手3丁目（国道269号・宮崎県道13号高岡郡司分線交点）
- 終点：宮崎市清武町船引488番地（JR清武駅前ロータリー）

## 歴史
- 1994年（平成6年）4月1日 - 宮崎県告示第413号[1]により路線認定される。

## 路線状況

### 道路施設
- 清武駅ガード

## 地理

### 通過する自治体
- 宮崎市

### 交差する道路
| 交差する道路                       | 交差する場所    | 交差する場所            |
| ---------------------------------- | --------------- | ----------------------- |
| 国道269号 宮崎県道13号高岡郡司分線 | 清武町正手3丁目 | 正手交差点/起点         |
|                                    | 清武町船引      | 清武駅前ロータリー/終点 |

### 沿線
- JR九州日豊本線 清武駅
- ベアーズモール清武